# حرم‌سرای عباسیان

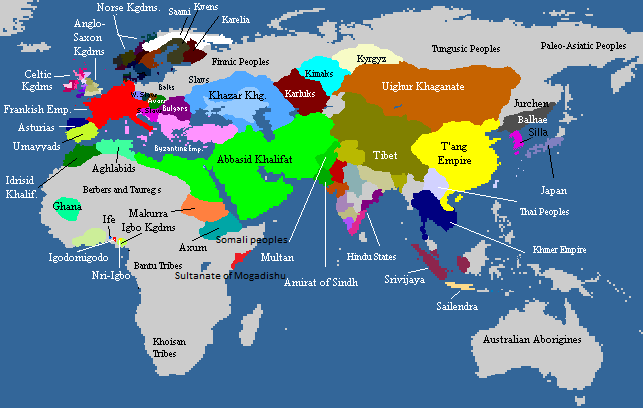
نقشه‌ای از امپراتوری عباسی، ایالات تابع آن و دیگر امپراتوری‌های جهان در قرن ۹ میلادی

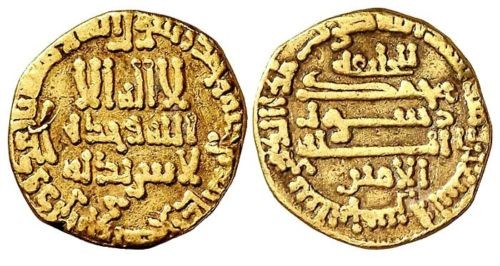
دینار طلای اسلامی ضرب‌شده در دوران حکومت امین (۸۰۹–۸۱۳)

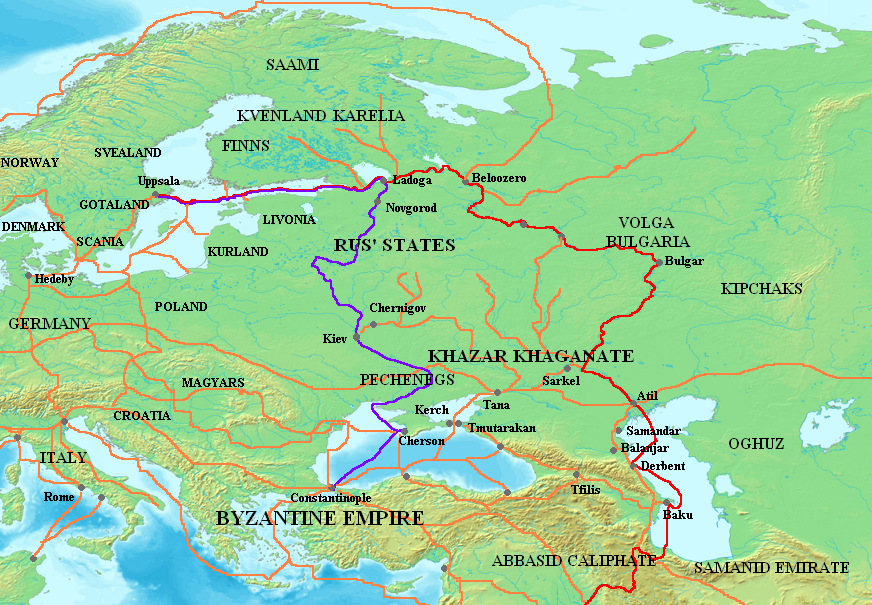
نقشه‌ای که مسیرهای اصلی تجارت وارنگیان را نشان می‌دهد: مسیر تجاری ولگا (با رنگ قرمز) و مسیر تجاری وارنگیان به یونان (با رنگ بنفش). دیگر مسیرهای تجاری قرن‌های هشتم تا یازدهم به رنگ نارنجی نشان داده شده‌اند.

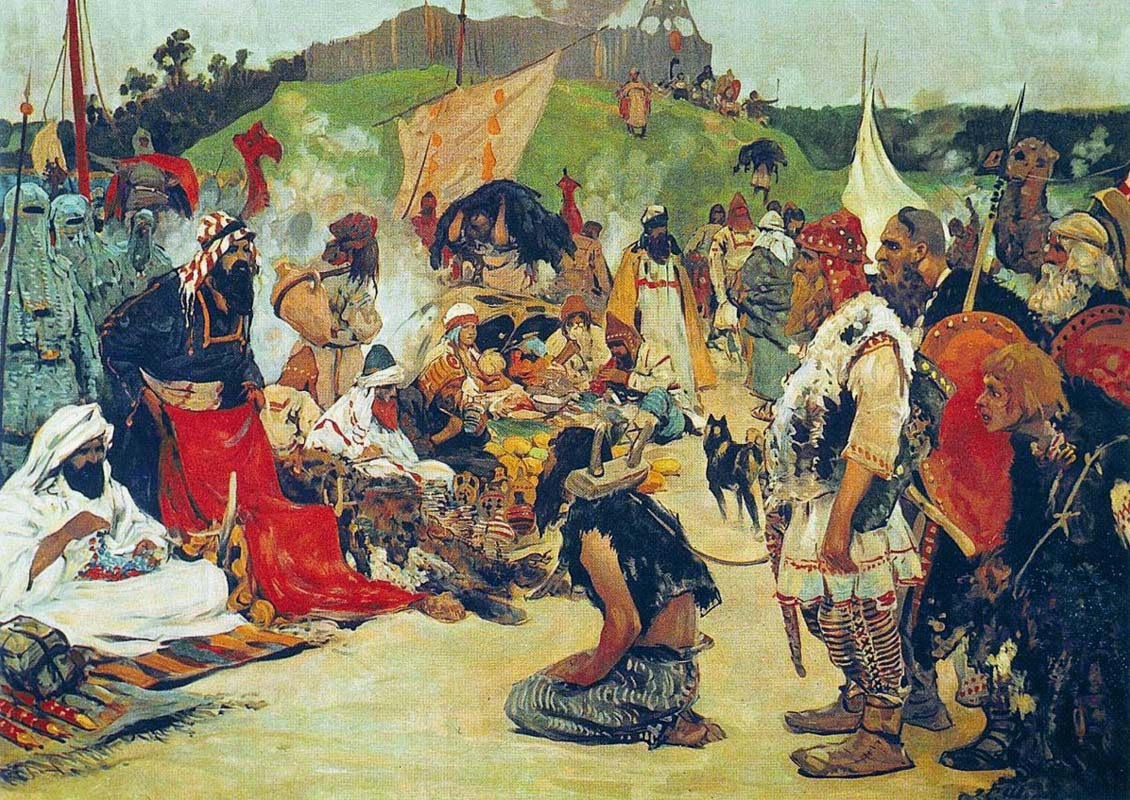
تجارت روس‌ها با خزرها: تجارت در اردوگاه اسلاوهای شرقی اثر سرگئی ایوانوف (۱۹۱۳). بسیاری از بردگان ساقدان از اروپا به حرم عباسی از طریق مسیر تجاری ولگا از شرق اروپا از طریق خزرها و دریای خزر وارد می‌شدند.

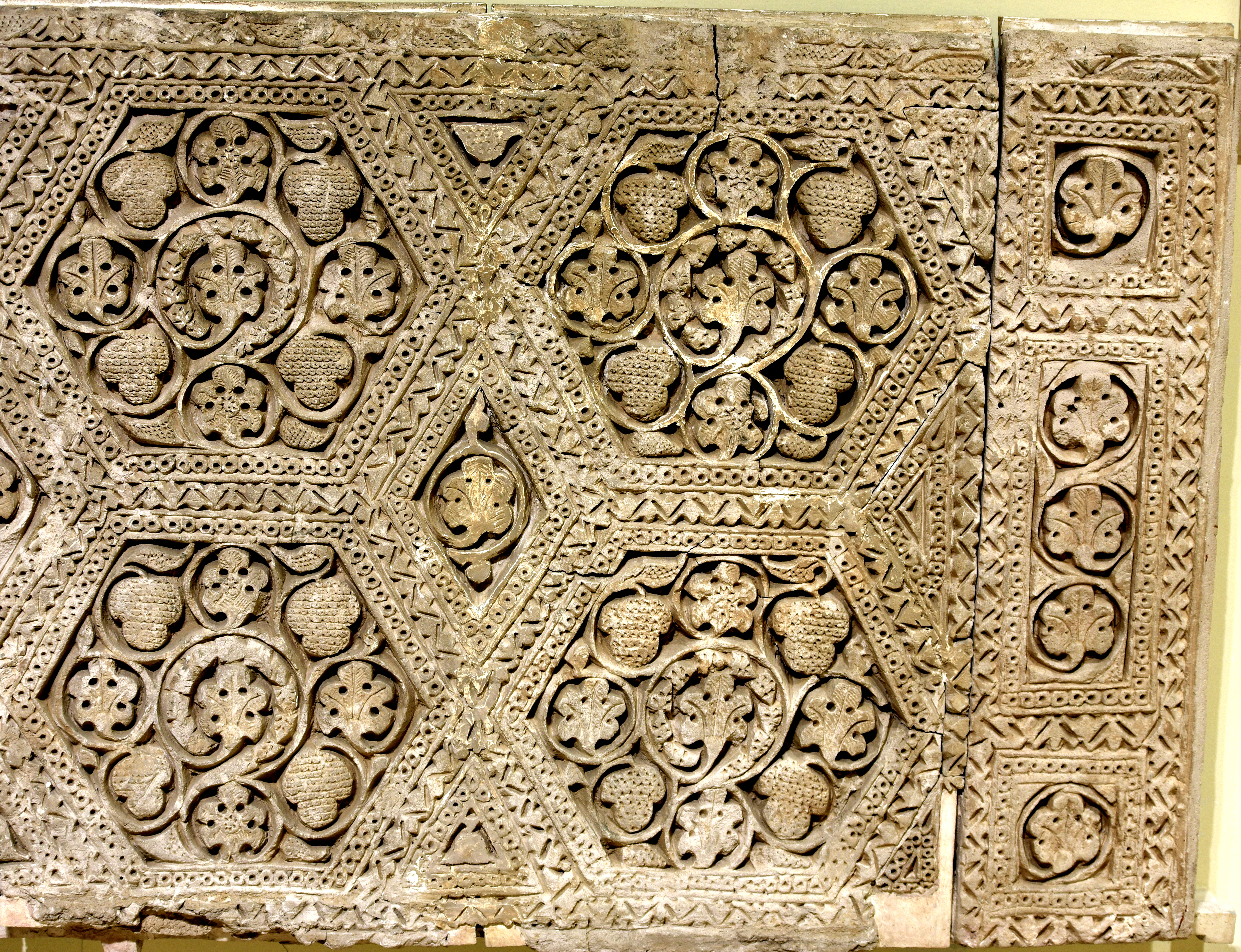
دکوراسیون دیواری از سنگ گچ از ایسکاف بنی جُنیه، دیاله، عراق، قرن ۳ سال قمری. موزه عراق

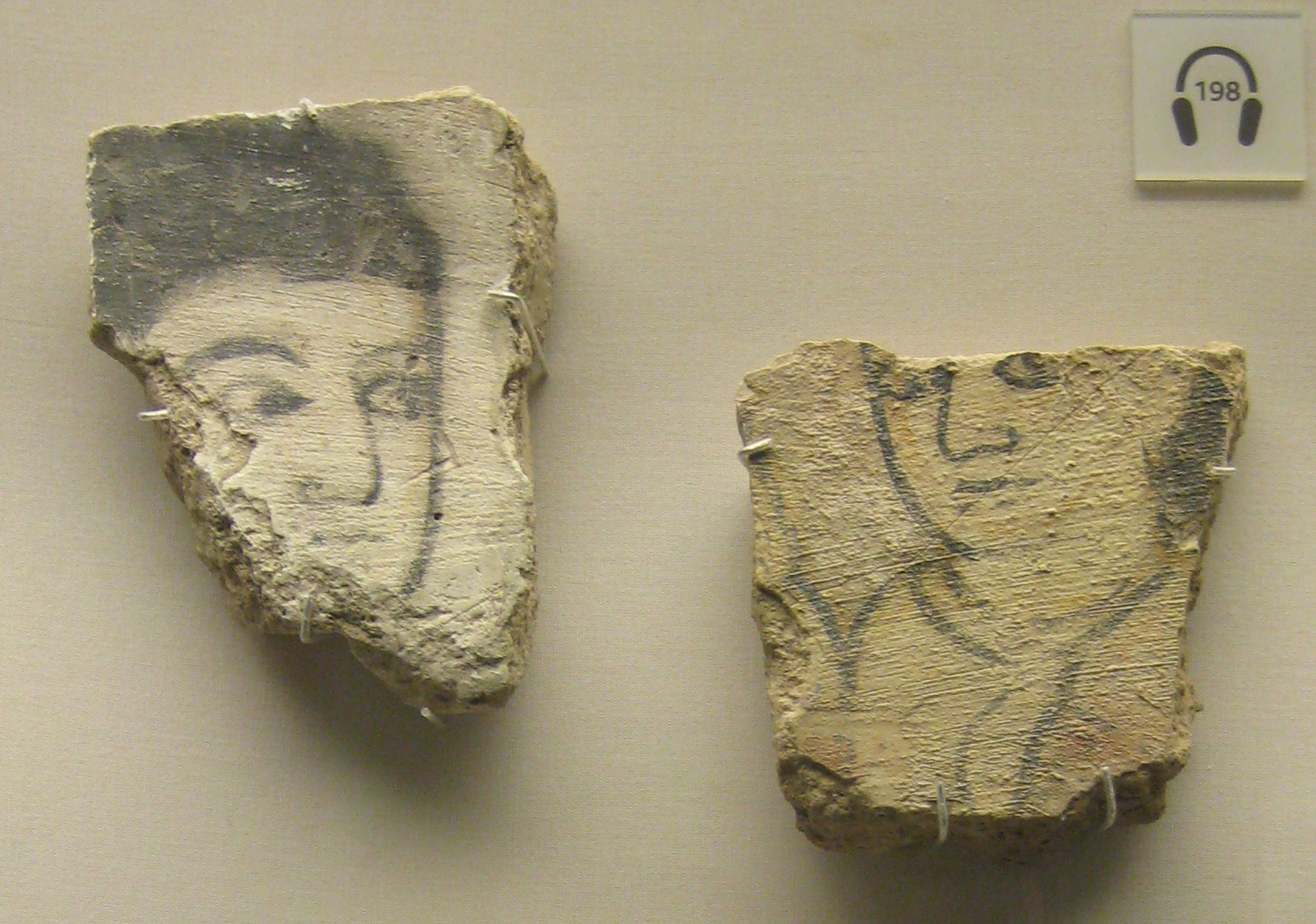
قطعات نقاشی دیواری حرم‌سرا از قرن ۹ که در سامرا یافت شده‌اند.

حرم‌سرای عباسیان (انگلیسی: Abbasid harem) یا حرم خلفای خلافت عباسی (۷۵۰–۱۲۵۸) در بغداد شامل مادر، همسران، کنیزان برده، بستگان زن و خدمتکاران برده (زنان و خواجه) بود که بخشی جداگانه از خانه عباسی را اشغال می‌کردند. این نهاد نقش اجتماعی مهمی در دربار عباسی ایفا می‌کرد و جایی بود که زنان در آن محصور و جدا شده بودند. بالاترین مقام زن در حرم، مادر فهرست خلفای عباسی بود. حرم عباسی به عنوان یک الگو برای حرم‌های دیگر سلسله‌های اسلامی عمل می‌کرد، زیرا در زمان خلافت عباسی بود که سیستم حرم‌سرا به‌طور کامل در دنیای اسلام اجرایی شد.

## پیشینه و منشأ
سیستم حرم نخستین بار به‌طور کامل در دنیای اسلام تحت خلافت عباسی نهادینه شد. اگرچه واژه حرم در قرآن به معنای اتاق‌های زنان نیامده است، اما آیات قرآن که به حجاب و جدایی اشاره دارند، به عنوان دلیل مذهبی برای جدا کردن زنان از مردان توسط مفسران قرآن مطرح شدند، از جمله آیه معروف حجاب اسلامی (33:53). در استفاده مدرن، حجاب به پوشش مذهبی که توسط زن در اسلام پوشیده می‌شود، اشاره دارد، اما در این آیه به معنای «پرده» یا «پوشش» است که فیزیکی فضای زنان را از مردان جدا می‌کند. اگرچه مفسران کلاسیک موافق بودند که این آیه دربارهٔ پرده‌ای است که اتاق‌های همسران محمد را از بازدیدکنندگان خانه او جدا می‌کند، معمولاً این عمل را به عنوان الگویی برای همه زنان مسلمان می‌دیدند.
برخلاف دوره‌های پیشین پیامبران در اسلام محمد و خلافت راشدین، زنان در جامعه خلافت اموی و خلافت عباسی به‌طور ایده‌آل در حریم خصوصی نگه داشته می‌شدند و از تمامی عرصه‌های امور مرکزی جامعه دور بودند.
جدایی روزافزون زنان در پی کشمکش قدرت میان خلیفه هادی و مادرش خیزران) که از زندگی در حریم خصوصی امتناع می‌کرد و به جای آن با دادن محافل عمومی برای مردان درخواست‌کننده و مقامات، به قدرت خلیفه چالش می‌کشید، به خوبی نمایان شد. پسرش این رفتار را نادرست می‌دانست و به‌طور علنی به مسئله زندگی عمومی مادرش پرداخت و فرماندهان خود را جمع کرد و از آنها پرسید:
"کدام یک از ما بهتر است، شما یا من؟" از حضار پرسید خلیفه الهادی.
"واضح است که شما بهتر هستید، فرمانده مؤمنان"، حضار پاسخ دادند.
"و کدام مادر بهتر است، مادر من یا مادر شما؟" ادامه داد خلیفه.
"مادر شما بهتر است، فرمانده مؤمنان."
"کدام یک از شما"، ادامه داد الهادی، "دوست دارد مردان دربارهٔ مادرش حرف بزنند؟"
"هیچ‌کس دوست ندارد که دربارهٔ مادرش صحبت شود"، پاسخ دادند حاضران.
"پس چرا مردان به مادر من می‌روند تا با او صحبت کنند؟"
فتح‌ها ثروت عظیم و تعداد زیادی برده برای نخبگان مسلمان به همراه آورد. اکثریت این بردگان زنان و کودکان بودند، بسیاری از آنها وابسته یا عضو حرم طبقات بالای شاهنشاهی ساسانی بودند. پس از فتوحات، یک مرد نخبه می‌توانست هزار برده داشته باشد و سربازان معمولی نیز می‌توانستند ده نفر خدمتکار داشته باشند.
نابیا ابوت، مورخ برجسته زنان نخبه خلافت عباسی، زندگی زنان حرم را این‌گونه توصیف می‌کند:
بهترین زنان در پشت پرده‌های سنگین و درهای بسته زندانی می‌شدند، رشته‌ها و کلیدهایی که به موجود بیچاره‌ای که خواجه نامیده می‌شد، سپرده می‌شد. با رشد حرم، مردان به اندازه کافی از لذت‌های جنسی بهره‌مند می‌شدند. اشباع در درون حرم به معنای خستگی برای یک مرد و غفلت از زنان زیادی بود. تحت این شرایط … رضایت از طریق روش‌های منحرف و غیرطبیعی به تدریج وارد جامعه شد، به ویژه در طبقات بالای آن.
بازار برده‌فروشی انسان‌ها، به ویژه زنان، به عنوان اشیایی برای استفاده جنسی به این معنا بود که مردان نخبه بیشتر زنان را که با آنها تعامل داشتند، مالک بودند و به آنها همچون بردگان رفتار می‌کردند.

## سلسله مراتب و سازماندهی
حرم عباسی مدلی از سلسله مراتب و سازماندهی ایجاد کرد که به استانداردی برای حرم‌های اسلامی در قرن‌ها تبدیل شد. این یک نهاد بزرگ بود؛ در دوران خلافت مقتدر)، حرم شامل ۴۰۰۰ زن برده و ۱۱٫۰۰۰ خدمتکار برده بود.

### مادر
در رأس سلسله مراتب حرم، نه همسر حاکم، بلکه مادر خلیفه بود که بالاترین مقام و موقعیت را در حرم و در میان زنان دربار داشت.
پس‌زمینه مادر می‌توانست هم از جنس یک همسر آزاد یا یک کنیز برده باشد.

### خویشاوندان زن
در حرم همچنین دختران، خواهران و دیگر خویشاوندان زن غیرمتاهل خلیفه اقامت داشتند.
پرنسس‌های عباسی می‌توانستند خود را به خاطر اشعار و دیگر دستاوردها معرفی کنند، به شرطی که حریم خصوصی را رعایت کنند. پرنسس علیه بنت المهدی تنها در مراسم خانوادگی خصوصی که تحت نظارت برگزار می‌شد، شرکت می‌کرد تا از هرگونه ناهنجاری احتمالی مانند مقایسه با بردگان «قیان»، «جواری» یا «مغنّیات» جلوگیری کند، اما او به‌عنوان «قینا» به احترام توانایی موسیقایی‌اش شناخته می‌شد.

### همسران
همسران خلیفه‌های عباسی به عنوان «حوره» شناخته می‌شدند. خلیفه گاهی ازدواج‌های دیپلماتیک انجام می‌داد. در قرون آخر خلافت عباسی، خلیفه‌ها اغلب با پرنسس‌های امپراتوری سلجوقی ازدواج می‌کردند که به‌عنوان الگوهای مذهبی با تأسیس یا اهدای کمک به نهادهای مذهبی یا خیریه شناخته می‌شدند. معمول بود که خلیفه‌ها کنیزان سابق خود را آزاد کرده و با آنها ازدواج می‌کردند.

### کنیزان
زیر همسران قانونی، کنیزان برده خلیفه قرار داشتند. این کنیزان شامل «جاریه»، که به نام‌های «اما» و «خادمه» نیز شناخته می‌شدند، بودند و اغلب از طریق جنگ یا بازار برده‌ها به دست می‌آمدند. خلیفه می‌توانست از آنها برای روابط جنسی استفاده کند و همچنین ممکن بود این کنیزان با مردان دیگر برای لذت آنها به اشتراک گذاشته شوند. جاریه به عنوان مالکیت محسوب می‌شد و می‌توانست خریداری، به ارث برده یا به اختیار صاحبش آزاد شود.
بالای جاریه‌ها، «محذیّات» یا «حزا» قرار داشتند. این کنیزان برخلاف جاریه‌ها نمی‌توانستند با دیگر مردان به اشتراک گذاشته شوند. هزینه به‌دست‌آوردن یک محذیّه می‌توانست به صدها هزار درهم برسد. آنها معمولاً نقش خصمانه‌ای در مقابل همسر صاحب خود ایفا می‌کردند.
یک کنیز برده که برای داشتن رابطه جنسی با خلیفه انتخاب می‌شد و سپس از او باردار می‌شد، به موقعیت مطلوب «ام ولد» دست می‌یافت. این وضعیت مانع از فروش او می‌شد و او تحت کنترل صاحبش باقی می‌ماند، و پس از مرگ صاحبش آزاد می‌شد. او همچنین می‌توانست به همسر قانونی خلیفه تبدیل شود، اگر او را آزاد کرده و تصمیم به ازدواج با او می‌گرفت.

### هنرپیشگان زن
حرم همچنین شامل تعداد زیادی «جواری»، یعنی زنان برده هنرمند، بود. آنها برای خلیفه و بقیه حرم اجرا می‌کردند.
جواری‌ها معادل کنیزان نبودند و جواری‌ها و کنیزان به دو دسته متفاوت تعلق داشتند. با این حال، جواری‌ها می‌توانستند توسط خلیفه برای رابطه جنسی انتخاب شوند و بدین ترتیب به کنیز تبدیل شوند.
جواری‌ها گاهی «قیان» سابق بودند. یکی از هنرمندان مشهور حرم، کنیز «ʽInān» و خواننده «Shāriyah» بودند.
در دوران خلافت امین (۸۰۹–۸۱۳) در بغداد، یک دسته از هنرپیشگان زن به نام «غلامیات»، دختران برده‌ای که لباس مردانه می‌پوشیدند، وجود داشتند که برای اجراهای موسیقی و آواز آموزش می‌دیدند و در مهمانی‌های نوشیدنی حاکم و مهمانان مرد او حضور می‌یافتند.

### قهرمانه
«قهرمانه» (زبان عربی: قَهْرَمانَة) کنیزان برده‌ای بودند که مسئولیت‌های مختلفی در داخل حرم داشتند. آنها می‌توانستند به عنوان معلمان کودکان، خدمتکاران شخصی و نمایندگان زنان عمل کنند و به عنوان واسطه بین زنان حرم و دنیای بیرون عمل می‌کردند.
قهرمانه‌ها تنها زنانی بودند که اجازه داشتند به حرم وارد و از آن خارج شوند و به‌طور مرتب برای خریدهای زنان حرم و رسیدگی به امور بین زنان و تاجران و مردم بیرون از حرم از آنجا خارج می‌شدند. این آزادی حرکت برای زنان حرم حسادت برانگیز بود و یکی از داستان‌ها حسادت یکی از زنان حرم را توصیف می‌کند که آرزو داشت قهرمانه شود تا بتواند از حرم خارج شود و در نهایت موفق شد هدف خود را برای تبدیل شدن به قهرمانه محقق کند.
آزادی حرکت قهرمانه‌ها آنها را به شخصیت‌های دارای نفوذ تبدیل می‌کرد، زیرا آنها نمایندگان شخصی و پیام‌رسانان بین زنان حرم و دنیای بیرون از حرم بودند. «ام موسی»، قهرمانه مادر خلیفه مقتدر، به یک شخصیت مهم تبدیل شد که پیام‌ها را از درخواست‌کنندگان به مادر خلیفه و خود خلیفه می‌رساند. مثال دیگر «زیدان»، قهرمانه‌ای که مسئول زندان زندانیان برجسته بود، است: پس از اینکه او مسئول زندانی بودن وزیر «ابوالحسن علی بن الفرات»، که از مقام خود افتاده بود، شد، او توانست او را از طریق ارتباطات حرم به قدرت بازگرداند و از او اراضی و ثروت دریافت کرد، همکاری‌ای که تا پایان زندگی آنها ادامه یافت. شاید معروف‌ترین آنها «ثمّال القهرمان» باشد.

### خواجه‌ها
خواجه‌ها کنیزان مرد اخته شده بودند که مسئولیت نگهبانی از حرم را به عهده داشتند، از خروج زنان از حرم جلوگیری می‌کردند و هر بازدیدکننده را قبل از ورود تأیید می‌کردند.
استفاده از خواجه‌ها به عنوان خدمتکار برای زنان در داخل حرم‌های اسلامی نمونه‌ای پیشین در زندگی خود محمد داشت، که از خواجه‌ای به نام «مبُر» به عنوان خدمتکار در خانه کنیز برده خود «ماریه» استفاده می‌کرد؛ هر دو آنها از مصر برده بودند. خواجه‌ها برای مدت طولانی به تعداد کمی در داخل حرم‌ها استفاده می‌شدند، اما استفاده از خواجه‌ها زمانی که آنها برای دیگر مشاغل در خدمت و اداره بیرون از حرم نیز به کار گرفته شدند، به‌طور قابل توجهی افزایش یافت. این روند به تدریج در دوران خلافت امویان شروع شد و در دوران خلافت عباسیان به نقطه عطف خود رسید. در دوره عباسیان، خواجه‌ها پس از مدل حرم عباسی به یک نهاد دائمی در داخل حرم‌های اسلامی تبدیل شدند.

### برده‌داری در حرم
به جز همسران قانونی و بستگان زن خلیفه، ساکنان حرم—کنیزان، سرگرم‌کنندگان و خواجه‌ها—همه بردگان بودند. این بردگان یا اسیران جنگی (که به آن‌ها «سبایا» گفته می‌شدند) یا از بازارهای برده خریداری می‌شدند و زنان برده به دسته‌های «جواری»، «قیان» (خوانندگان)، «محضیات» (کنیزان) و «قهرمانات» (سرپرستان) تقسیم می‌شدند. مردانی که برای حرم در نظر گرفته می‌شدند همه خواجه بودند؛ مردان غیر خواجه به خدمت در کاخ خارج از حرم می‌پرداختند.
بر اساس رسم برده‌داری و تجارت برده در اسلام، غیر مسلمانان خارجی آزاد بودند که افراد را به بردگی ببرند و ترجیح بر این بود که بردگان از مناطق غیرمسلمان باشند. طبق «برده‌داری در اسلام»، اصل «کنیزی» اجازه می‌داد که زنان با منشأ غیرمسلمان به‌طور قانونی به‌عنوان کنیز در حرم نگهداری شوند. چهار روش اصلی برای برده کردن افراد عبارت بودند از: ربایش، حملات برده‌گیری، دزدی دریایی یا خرید یک کودک از والدین فقیر.
یکی از مناطق اصلی برای صدور برده به خلافت عباسی، ایران بود که یک منطقه عبوری برای چندین مسیر تجارت برده بود: تجارت برده‌های «سقالبه» از اروپا که توسط وایکینگ‌ها به سامانیان در آسیای مرکزی از طریق مسیر تجاری ولگا تأمین می‌شد؛ تجارت برده عمدتاً مردم ترک از آسیای مرکزی، همچنین از طریق تجارت برده سامانی؛ برده‌گیری مسیحیان یونانی، ارمنی‌ها و گرجی‌ها از قفقاز توسط برده‌گیران مسلمان؛ و مسیر برده‌گیری هندوهای هندی پس از فتوحات مسلمانان در شبه‌قاره هند. از آنجا که بسیاری از مناطق ایران بعد از فتح همچنان مزدیسنا بودند، برخی از سرزمین‌های «کافر» در ایران نیز در معرض حملات برده‌گیری مسلمانان قرار داشتند، به‌ویژه دیلم در شمال غربی ایران و منطقه کوهستانی غیرمسلمان گور در مرکز افغانستان.
دو نفر از مادران دوازده خلیفه که ملیت‌های آن‌ها شناخته شده است، سقالبه‌های اروپایی بودند؛ مادر مستعین «مخارق» و مادر معتز «قبیحه».
پس‌زمینه زرتشتی-ایرانی در میان سرگرم‌کنندگان قیان و کنیزان برده در خلافت رایج بود و برخی از آن‌ها در خود حرم عباسی‌ها قرار گرفتند؛ «مراجل» (همسر هارون‌الرشید) و مادر خلیفه آینده مأمون و «مریدَه» (برده هارون‌الرشید) و مادر خلیفه آینده معتصم، هر دو ایرانی بودند.

### منحل شدن
بردگان حرم دوباره به بردگی افتادند زمانی که حرم عباسی در جریان سقوط بغداد در سال ۱۲۵۸ منحل شد.
زمانی که بغداد توسط مغول‌ها فتح شد، آن‌ها فهرستی از اموال خلیفه تهیه کردند. این فهرست شامل ساکنان حرم او نیز بود. فهرست نشان داد که در آن زمان حرم عباسی شامل ۱۰۰۰ خواجه و ۷۰۰ زن بود که خلیفه ادعا کرده بود هیچ‌کدام از آن‌ها نه خورشید را دیده‌اند و نه ماه را. خلیفه خواستار نگهداری زنان شد و اجازه پیدا کرد که ۱۰۰ نفر از آن‌ها را برای خود انتخاب کند.
"دستوری برای شمارش حرم خلیفه صادر شد. هفتصد زن و کنیز و هزار خدمتکار بودند. وقتی خلیفه از شمار حرم آگاه شد، التماس و خواهش کرد و گفت: «بگذارید زنان حرم را داشته باشم، کسانی که نه خورشید و نه ماه بر آن‌ها تابیده است.»"
اما خلیفه بلافاصله پس از آن کشته شد و اعضای خانواده و خانه‌اش یا کشته شدند یا به بردگی گرفته شدند.
تاریخ‌نگار ایرانی واسف نوشت:
"آن‌ها مانند شاهین‌های گرسنه‌ای که به دسته کبوتران حمله می‌کنند یا مانند گرگ‌های خشمگینی که به گله گوسفندان حمله می‌کنند، با افسار آزاد و صورت‌های بی‌شرم، مردم را می‌کشتند و وحشت را پخش می‌کردند… تخت‌ها و کوسن‌هایی که از طلا ساخته شده و با جواهرات پوشیده شده بودند با چاقو بریده شده و به قطعات کوچک تبدیل شدند. کسانی که پشت پرده‌های بزرگ حرم پنهان شده بودند، کشیده شدند… از خیابان‌ها و کوچه‌ها گذر داده شدند و هرکدام از آن‌ها به اسباب‌بازی تبدیل شدند… همانطور که مردم در دستان مهاجمان می‌مردند."

## میراث

### تأثیرات
سیستم حرم عباسی به‌عنوان یک مدل برای حرم‌های حاکمان اسلامی در دوران‌های بعدی شناخته شد و همان مدل در کشورهای اسلامی بعدی در دوران قرون وسطی نیز وجود داشت، مانند حرم امارت قرطبه و حرم فاطمیان که شامل مدل مادران برجسته، کنیزان کنیزانی که با زایمان به ام ولد تبدیل می‌شدند، سرگرم‌کنندگان زن «جواری»، قهرمانات و خواجه‌ها بود. سیستم حرم تقریباً مشابه همان‌طور که در دوران امپراتوری عثمانی وجود داشت، با تنها تغییرات جزئی در مدل حرم سلطنتی.

### داستان‌های تخیلی
- اساسینز کرید سراب حرم عباسی، یک کنیز و یک سرپرست را به نمایش می‌گذارد.